# 藤田恭伸
藤田 恭伸（ふじた やすのぶ、1941年 - ） は、日本の機械工学者。専門は熱工学。九州大学名誉教授。元日本伝熱学会会長。元日本機械学会副会長。

## 人物・経歴
1963年九州大学工学部機械工学科卒業。1965年九州大学大学院工学研究科機械工学専攻修士課程修了。1968年九州大学大学院工学研究科機械工学専攻博士課程単位修得退学、九州大学工学部機械工学科講師。1969年九州大学工学部助教授。1970年九州大学工学博士。1980年九州大学工学部教授。
1997年日本伝熱学会副会長、日本伝熱学会学術賞受賞。1998年日本機械学会九州支部長、日本機械学会熱工学部門功績賞受賞。2001年日本伝熱学会会長、日本機械学会フェロー。2003年日本機械学会副会長。2004年定年退官、九州大学名誉教授。熱工学への貢献が顕著であるとして第84期（2006年度）日本機械学会熱工学部門賞功績賞（永年功績賞）受賞。2022年、瑞宝中綬章受章。